# Hairspray (film, 1988)
Pour les articles homonymes, voir Hairspray.
Pour plus de détails, voir Fiche technique et Distribution.
Hairspray est un film américain écrit et réalisé par John Waters et sorti en 1988. Il met en scène, dans les rôles principaux, les acteurs et actrices Ricki Lake, Sonny Bono et la drag Queen Divine, ainsi que la chanteuse Debbie Harry.
Hairspray constitue un tournant dans la filmographie de John Waters, en ce sens qu'il s'adresse, contrairement à ses précédentes œuvres interdites aux moins de 18 ans, à un public beaucoup plus large. Le réalisateur délaisse son humour trash et Hairspray est un divertissement quasi familial, pastichant gentiment le cinéma musical hollywoodien des années 1950–1960.
Le film se déroule, comme c'est la tradition dans la plupart des œuvres du réalisateur, à Baltimore, sa ville natale, durant les années 1960. Il suit les aventures de Tracy Turnblad, une étudiante au physique atypique qui devint la star d'une émission télévisée de danse locale, en pleine période de ségrégation raciale aux États-Unis.
Le film a été plusieurs fois adapté. Hairspray est une comédie musicale inspirée du film, avec Marissa Jaret Winokur dans le rôle de Tracy Turnblad, et dont la première a eu lieu en 2002 à Broadway. Hairspray est également une adaptation cinématographique de la comédie musicale sortie en 2007, avec dans les rôles principaux les acteurs John Travolta et Michelle Pfeiffer.

## Synopsis
Années 1960. Tracy Turnblad (Ricki Lake), jeune adolescente de Baltimore, et sa meilleure amie Penny Pingleton (Leslie Ann Powers) passent les auditions pour participer à une émission télévisée de danse très populaire intitulée The Corny Collins Show, inspirée de la réelle émission américaine The Buddy Deane Show diffusée dans les années 1960. Malgré un physique atypique et des formes généreuses, Tracy réussit les auditions et devient l'une des danseuses régulières au sein de l'émission, au grand dam de la reine et star du show, Amber Von Tussle (Colleen Fitzpatrick), jeune fille issue d'une famille aisée propriétaire du parc d'attractions Tilted Acres (inspiré du Gwynn Oak Amusement Park), un ancien parc d'attractions de Baltimore qui appliquait la ségrégation raciale dans les années 1950 et 1960. De surcroît, Tracy séduit le petit ami d'Amber, et concourt contre celle-ci pour le titre de Miss Auto Show 1963.

## Fiche technique
- Titre : Hairspray
- Réalisation : John Waters
- Scénario : John Waters
- Musique : Kenny Vance
- Photographie : David Insley
- Montage : Janice Hampton
- Casting : Mary Colquhoun et Pat Moran
- Décors : Vincent Peranio
- Costumes : Van Smith
- Société de distribution : Les Films Astral
- Pays d'origine :  États-Unis
- Format : couleur - 35 mm - 1.85:1
- Genre : Film musical, comédie dramatique et romance
- Durée : 92 minutes
- Dates de sortie :
  - États-Unis : 16 février 1988 (première à Baltimore) ; 26 février 1988 (sortie nationale)
  - France : 8 juin 1988

## Distribution
- Ricki Lake (VF : Brigitte Aubry) : Tracy Turnblad
- Divine (VF : Laurent Hilling) : Edna Turnblad / Arvin Hodgepile
- Deborah Harry : Velma Von Tussle
- Sonny Bono : Franklin Von Tussle
- Jerry Stiller : Wilbur Turnblad
- Leslie Ann Powers : Penny Pingleton
- Colleen Fitzpatrick : Amber Von Tussle
- Ruth Brown : Motormouth Mabel
- Shawn Thompson (en) : Corny Collins
- Michael St. Gerard (en) : Link Larkin
- Clayton Prince : Seaweed
- Mink Stole : Tammy
- Alan J. Wendl : Mr Pinky

### Membres du conseil
- Josh A. Charles : Iggy
- Jason Downs (en) : Bobby
- Holter Graham (en) : I.Q. Jones
- Dan Griffith : Brad
- Regina Hammond : Pam
- Bridget Kimsey : Consuella
- Frankie Maldon : Dash
- Brooke Mills : Lou Ann Levorowski
- John Orofino : Fender
- Kim Webb : Carmelita
- Debra Wirth : Shelly

### Caméos
- Ric Ocasek : homme Beatnik
- Pia Zadora : femme Beatnik
- Buddy Deane : journaliste à la maison du gouverneur

 Source et légende : version française (VF) sur RS Doublage

## Bande originale
1. Hairspray - Rachel Sweet (en)
2. The Madison Time - The Ray Bryant Combo
3. I'm Blue (The Gong-Gong Song) - The Ikettes
4. Mama Didn't Lie - Jan Bradley (en)
5. Town Without Pity - Gene Pitney
6. The Roach (Dance) - Gene and Wendell
7. Foot Stompin'  - The Flares
8. Shake a Tail Feather - The Five Du-Tones (en)
9. The Bug - Jerry Dallman and the Knightcaps
10. You'll Lose a Good Thing - Barbara Lynn
11. I Wish I Were a Princess - Little Peggy March
12. Nothing Takes the Place of You - Toussaint McCall (en)

### Chansons additionnelles
Les titres suivants figurent dans le film mais n'ont pas été inclus dans la bande originale commercialisée en CD en raison de problèmes de droits :
- Limbo Rock – Chubby Checker
- Let's Twist Again - Chubby Checker
- Day-O – Pia Zadora
- Duke of Earl – Gene Chandler
- Train to Nowhere – The Champs
- Dancin' Party – Chubby Checker
- The Fly (en) – Chubby Checker
- The Bird – The Dutones
- Pony Time – Chubby Checker
- Hide and Go Seek – Bunker Hill (en)
- Mashed Potato Time – Dee Dee Sharp
- Gravy (For My Mashed Potatoes) – Dee Dee Sharp
- Waddle, Waddle – The Bracelets
- Do the New Continental – The Dovells (en)
- You Don't Own Me – Lesley Gore
- Life's Too Short – The Lafayettes